# Löytäne
Löytäne eller Iso-Löytäne är en sjö i Finland. Den ligger i kommunen Orivesi i landskapet Birkaland, i den södra delen av landet, 160 km norr om huvudstaden Helsingfors. Iso-Löytäne ligger 107,1 meter över havet. I omgivningarna runt Löytäne växer i huvudsak barrskog. Arean är 8,84 kvadratkilometer och strandlinjen är 44,25 kilometer lång. Sjön  ingår i Kumo älvs huvudavrinningsområde. 